# Atrichopogon flaveolus
Atrichopogon flaveolus är en tvåvingeart som beskrevs av Zilahi-sebess 1936. Atrichopogon flaveolus ingår i släktet Atrichopogon och familjen svidknott. Inga underarter finns listade i Catalogue of Life.